# Biblioteka Analiz (wydawnictwo)
Biblioteka Analiz – nazwa firmy i tytuł czasopisma, dwutygodnika o rynku wydawniczo-księgarskim. 
Firma powstała w 1999. Jej twórcą był Łukasz Gołębiewski, analityk rynku wydawniczo-księgarskiego, przez wiele lat związany z dziennikiem „Rzeczpospolita”. Początkowo firma wydawała wyłącznie dwutygodnik „Biblioteka Analiz” (od stycznia 2000). W maju 2001 przejęła wydawanie „Magazynu Literackiego”, zmieniając jego nazwę na „Magazyn Literacki Książki”. W 2004 roku przejęto wydawanie kwartalnika „Wiadomości Księgarskie", zaś w 2007 roku powołano kwartalnik literacki „Wyspa”, który ukazuje się dzięki wsparciu finansowemu Ministerstwa Kultury i Dziedzictwa Narodowego. W latach 2011–2015 nakładem wydawnictwa ukazywał się także miesięcznik „Notes Wydawniczy”.
Biblioteka Analiz publikuje też fachowe książki (m.in. rocznik „Rynek książki w Polsce”), prowadzi serwis internetowy rynek-ksiazki.pl, zajmuje się badaniami rynku, konsultingiem, prowadzi szkolenia.